# Ida Carloni Talli
Ida Talli, nata Carloni (Roma, 13 gennaio 1869 – Milano, 23 aprile 1940), è stata un'attrice italiana di cinema e teatro.

## Biografia
Attrice importante del teatro italiano, inizia come filodrammatica divenendo attrice molto stimata e considerata tra le compagnie di questo genere. Entra nel giro del grande teatro - o in arte come si usava dire all'epoca - nel 1887 con la compagnia di Giuseppe Pietriboni.
Successivamente diventa primattrice nella compagnia Favi, dove si afferma con La trilogia di Dorina di Gerolamo Rovetta. Capocomica con Virgilio Talli - di cui diventa la moglie assumendone anche il nome - e con Ettore Paladini per un paio d'anni, ottiene un vivo successo di pubblico e di critica con La parigina di Henry Becque (Milano, 1890) e ne Il padre di August Strindberg (Teatro Valle di Roma, 1893). Ottiene il nome in ditta con la Tovagliari-Carloni Talli-Pezzinga presso la quale lavora anche Aristide Baghetti e nel 1899 è con la compagnia di Luigi Ferrati.
Ammirata interprete sia nel genere drammatico sia in quello comico, lavora in importanti compagnie, quali la Andò-Leigheb, la Emanuel, la Garavaglia, la Ruggeri-Borelli. Successivamente si ritira dal teatro e insegna nella scuola di Eleonora Duse presso l'Accademia di Santa Cecilia di Roma. Fra i suoi tanti allievi anche Kiki Palmer, Anna Magnani e tanti altri ancora.
È attiva nel cinema dove, a partire dal 1913 quando esordisce in Quo vadis?, interpreta parti di secondo piano e di carattere in 92 film muti, specializzandosi soprattutto in ruoli di madre nobile e austera. Il suo ultimo film fu Consuelita di Roberto Roberti del 1925, dove recitò accanto a Francesca Bertini.

## Filmografia parziale

Ida Carloni Talli a sinistra nel ruolo di Agnese nel film I promessi sposi di Mario Bonnard del 1923

- Per la sua gioia, regia di Baldassarre Negroni (1913)
- Sua cognata, regia di Enrico Guazzoni (1913)
- Quo vadis?, regia di Enrico Guazzoni (1913)
- Ninì Verbena, regia di Baldassarre Negroni (1913)
- Il lettino vuoto, regia di Enrico Guazzoni (1913)
- Marcantonio e Cleopatra, regia di Enrico Guazzoni (1913)
- Scuola d'eroi, regia di Enrico Guazzoni (1914)
- La parola che uccide, regia di Augusto Genina (1914)
- Amore senza veli, regia di Carmine Gallone (1914)
- Ninna nanna, regia di Guglielmo Zorzi (1914)
- La fanciulla di Capri, regia di Ivo Illuminati (1914)
- Per l'onore, regia di Enrico Guazzoni (1914)
- Alla deriva, regia di Enrico Guazzoni (1915)
- Il sottomarino n. 27, regia di Nino Oxilia (1915)
- Guglielmo Oberdan, il martire di Trieste, regia di Emilio Ghione (1915)
- Ciceruacchio (Martire del piombo austriaco), regia di Emilio Ghione (1915)
- La signora delle camelie, regia di Baldassarre Negroni (1915)
- Il capestro degli Asburgo, regia di Gustavo Serena (1915)
- Sposa nella morte!, regia di Emilio Ghione (1915)
- Tresa, regia di Emilio Ghione (1915)
- Rugiada di sangue, regia di Baldassarre Negroni (1915)
- Il naufragatore, regia di Emilio Ghione (1915)
- Marcella, regia di Baldassarre Negroni (1915)
- Storia... eterna, regia di Ettore Mazzanti (1916)
- La morsa, regia di Emilio Ghione (1916)
- La caccia ai milioni, regia di Baldassarre Negroni (1916)
- Alla Capitale!, regia di Gennaro Righelli (1916)
- La grande vergogna, regia di Emilio Ghione (1916)
- Jou-Jou, regia di Baldassarre Negroni (1916)
- La rosa di Granata, regia di Emilio Ghione (1916)
- Come le foglie, regia di Gennaro Righelli (1916)
- Un dramma ignorato, regia di Emilio Ghione (1917)
- Gli onori della guerra, regia di Baldassarre Negroni (1917)
- La cuccagna, regia di Baldassarre Negroni (1917)
- L'aigrette, regia di Baldassarre Negroni (1917)
- La santa, regia di Emilio Ghione (1917)
- Camere separate, regia di Gennaro Righelli (1917)
- La signora Arlecchino, regia di Mario Caserini (1918)
- Duecento all'ora, regia di Gennaro Righelli (1918)
- I Topi Grigi, serie cinematografica, regia di Emilio Ghione (1918)
- La via più lunga, regia di Mario Caserini (1918)
- Il veleno del piacere, regia di Gennaro Righelli (1918)
- La canaglia di Parigi, regia di Gennaro Righelli e Ferdinand Guillaume (1919)
- Anima tormentata, regia di Mario Caserini (1919)
- Vertigine, regia di Baldassarre Negroni (1919)
- Le avventure di Doloretta, regia di Gennaro Righelli (1919)
- Il bacio di Dorina, regia di Giulio Antamoro (1919)
- Il mare di Napoli, regia di Carmine Gallone (1919)
- Le gioie del focolare, regia di Baldassarre Negroni (1920)
- Zoya, regia di Giulio Antamoro (1920)
- La modella, regia di Mario Caserini (1920)
- Fiori d'arancio, regia di Mario Caserini (1920)
- Il bacio nel deserto, regia di Gustavo Zaremba de Jaracewski (1921)
- Amore rosso, regia di Gennaro Righelli (1921)
- La preda, regia di Guglielmo Zorzi (1921)
- Cainà, regia di Gennaro Righelli (1922)
- I promessi sposi, regia di Mario Bonnard (1922)
- Sant'Ilario, regia di Henry Kolker (1923)
- La suora bianca (The White Sister), regia di Henry King (1923)
- La leggenda del Piave, regia di Mario Negri (1924)
- La signorina... madre di famiglia, regia di Carmine Gallone (1924)
- Consuelita, regia di Roberto Roberti (1925)